# フォースタートアップス
フォースタートアップス株式会社（英文名称：for Startups, Inc.）は、起業支援、転職支援、などを手掛ける、スタートアップを総合的に支援する会社。

## 概要
「（共に）進化の中心へ」というミッションを掲げ、「for Startups」というビジョンのもと、国内有力ベンチャーキャピタルとの連携による起業支援や、スタートアップ企業の組織構築を含めた人材支援を中核に、戦略的資金支援も行うハイブリッドキャピタルとして成長産業支援事業を展開。また、成長産業領域に特化した情報プラットフォーム「STARTUP DB」を中心に産官学共創モデルによるスタートアップエコシステム構築に取り組む。

## 事業内容
- タレントエージェンシー
  - 人材支援
  - 起業支援
- オープンイノベーション
  - STARTUP DBー成長産業に特化した情報プラットフォーム
  - Public Affairsー官庁・地方公共団体のスタートアップ 関連事業を伴走支援
  - カンファレンスーグローバルスタートアップカンファレンス「GRIC」
- for Startups Capitalーベンチャーキャピタル事業

## 沿革
2013年
- 4月 株式会社ウィルグループ子会社セントメディア（現:株式会社ウィルオブ・ワーク）にて志水雄一郎がネットジンザイバンク事業部を発足。

2016年
- 9月 ウィルグループ100%出資子会社として会社分割により、株式会社ネットジンザイバンクを新設[2]。

2018年
- 3月 現在の社名であるフォースタートアップス株式会社に社名変更[3]。
- 4月 日本ベンチャーキャピタル協会に入会[4]
- 5月 成長産業領域に特化した情報プラットフォーム「STARTUP DB」リリース[5]

2019年
- 4月 オープンイノベーションサービスを開始
- 7月 Crunchbase, Inc.（米国）との業務提携を開始[6]

2020年
- 3月 東京証券取引所マザーズに上場（証券コード 7089）[7]
- 6月 一般社団法人日本経済団体連合会（経団連）に入会[8]
- 8月 SMBCグループとの業務提携を開始[9]

2021年
- 1月 新経済連盟（新経連）に入会[10]
- 5月 フォースタートアップスキャピタル合同会社設立
- 8月 フォースタートアップスキャピタル合同会社がフォースタートアップス1号投資事業有限責任組合を組成[11]

2022年
- 4月 東京証券取引所の市場再編に伴い、マザーズからグロース市場へ移行

2023年
- 6月 監査等委員会設置会社へ移行[12]
- 7月 シングレス株式会社設立（100％子会社）[13]

2024年（令和6年）
- 3月 売出し及び第三者譲渡により、株式会社ウィルグループとの資本関係及び親子上場状態を解消[14]
- 秋、麻布台ヒルズへの移転を予定[15]。